# سيمون بانزا
سيمون بانزا (بالفرنسية: Simon Banza)‏ (ولد في 13 أغسطس 1996) هو لاعب كرة قدم فرنسي يلعب مهاجماً.

## روابط خارجية
- سيمون بانزا على موقع الاتحاد الأوربي (الإنجليزية)
- سيمون بانزا على موقع إي إس بي إن إف سي (الإنجليزية)
- سيمون بانزا على موقع قاعدة بيانات كرة القدم.إي يو (الإنجليزية)
- سيمون بانزا على موقع ليكيب (الفرنسية)
- سيمون بانزا على موقع ناشيونال فوتبول تيمز (الإنجليزية)
- سيمون بانزا على موقع Soccerway.com (الإنجليزية)
- سيمون بانزا على موقع عالم كرة القدم.نت (الإنجليزية)
- سيمون بانزا على موقع AS.com (الإسبانية)